# Filmfestival van Telluride
Het Filmfestival van Telluride (Engels: Telluride Film Festival) is een internationaal filmfestival dat sinds 1974 jaarlijks gehouden wordt in Telluride in de Amerikaanse staat Colorado tijdens het weekend van Labor Day in september. Het filmfestival wordt georganiseerd door het National Film Preserve.

## Geschiedenis
Het filmfestival werd opgericht in 1974 door Bill en Stella Pence, Tom Luddy en James Card. De Telluride Council for the Arts and Humanities was verantwoordelijk voor de organisatie en sponsoring. In 2007 trokken Bill en Stella Pence zich terug en werden Julie Huntsinger en Gary Meyer aangetrokken voor de organisatie. In 2013 vierde het festival zijn veertigste verjaardag met een nieuwe locatie, het Werner Herzog Theatre en een extra dag.
Een groot aantal van de vertoonde films gaat in première op het festival en het is traditie dat nieuwe films hun officiële Noord-Amerikaanse première moeten hebben om in aanmerking te komen voor het filmfestival. Het festival is op de filmfestivalkalender gunstig gelegen, na het Filmfestival van Cannes en vóór het Internationaal filmfestival van Toronto. Daardoor wordt het filmfestival van Telluride geassocieerd met de ontdekking van talrijke nieuwe films en filmmakers. Zo waren er onder anderen de Amerikaanse premières van Blue Velvet (David Lynch, 1986), The Crying Game (Neil Jordan, 1992), Mulholland Drive (David Lynch, 2001), Brokeback Mountain (Ang Lee, 2005) en Birdman (Alejandro González Iñárritu, 2014).